# Araneus postilena
Araneus postilena là một loài nhện trong họ Araneidae.
Loài này thuộc chi Araneus. Araneus postilena được Tord Tamerlan Teodor Thorell miêu tả năm 1878.